# Automan.ca
Automan.ca es un grupo de hard rock formado en Canadá en la ciudad de Toronto el año 2002. Fue fundado por el actual vocalista Darrell "DWaRf" Millar y el guitarrista Carleton Lockhart. Ellos dicen que su estilo es rock de los '70 y de los '80 influenciado directamente por bandas como AC/DC, The Rolling Stones o Aerosmith. Definen su género también como rock clásico fresco y moderno.

## Historia
El grupo se formó en el año 2002 en Toronto, Canadá. En el año 2004 ingresaron en la banda el bajista y el baterista John Fenton y Adrian Cavan, respectivamente. Ese mismo año la banda estuvo de gira por varios sitios del sur de Ontario. La banda obtuvo un pequeño reconocimiento local e internacional durante esa gira, lo que permitió que un año después, en 2005 grabaran su primer CD/DVD titulado Test Drive X5 (EP) /Auto-Motive (DVD).
En 2008 graban su primer LP, que tendría el nombre de Pocket Change, producido por Darrell Millar y grabado en Toronto junto con Adam Cree. El álbum fue mezclado y coproducido por Greg Looper en Carolina del Norte. El disco fue promocionado con el single Back in the Sun. Durante 2009 y 2010 la banda empieza la gira Pocket Change Tour 2009/2010 que les lleva a varios lugares de Canadá durante estos dos años y a varios lugares de los Estados Unidos en 2010. En Winnipeg, el 30 de junio de 2010, la banda actuará junto con la mítica banda de heavy metal Iron Maiden de teloneros en la gira The Final Frontier World Tour de la banda británica.

## Discografía
- Test Drive X5 - (EP) 2005: Con el DVD Auto-Motive
  1. Porno Queen
  2. Livin Bitter Better
  3. She's a (Manbeater)
  4. Big Dollar
  5. Givin the Biz

- Pocket Change - (LP) 2008
  1. Back in the Sun
  2. Dig in Deep
  3. Cinnamon Rain
  4. One Half Hard
  5. Milldog Blues
  6. Give an Inch, Take a Mile
  7. Chasin My Tail
  8. Drivin, Rockin, Lovin